# Elecciones generales de Puerto Rico de 1988
Se realizaron elecciones generales en Puerto Rico el 8 de noviembre de 1988. Rafael Hernández Colón del Partido Popular Democrático fue reelecto como Gobernador y al mismo tiempo el Partido Popular Democrático de Puerto Rico ganó la mayoría de los escaños en la Cámara de Representantes de Puerto Rico y en el Senado de Puerto Rico.

## Contexto
Las elecciones de 1988 se caracterizan por ser las décimas (10.as) realizadas luego del establecimiento de la Constitución de Puerto Rico de 1952, la cual se caracteriza por la institucionalización del Senado de Puerto Rico con 27 miembros y la Cámara de Representantes de Puerto Rico de 51 miembros, además del sistema de acumulación en la elección de los parlamentarios y de representación a minorías.